# حسن التهامي
الفريق حسن التهامي (1924 - 9 ديسمبر 2009) نائب رئيس وزراء مصر الأسبق و أحد أعضاء تنظيم حركة الضباط الأحرار التي قامت بما عرف ثورة يوليو 1952، والتي أدت إلى تنازل الملك فاروق عن العرش لولده الملك أحمد فؤاد الثاني، إلى أن أعلن عن قيام الجمهورية عام 1953.

## مولده ونشأته
ولد محمد حسن التهامي 26 نيسان عام 1924 في(أجهور الرمل) قويسنا، في محافظة المنوفية بمصر، وتخرج من الكلية الحربية عام 1942. عُيّن في سلاح المشاة، ضُمّ حسن التهامي إلى تنظيم حركة الضباط الأحرار، وكان ضمن الخلية التي تعمل مع جمال عبد الناصر وكمال الدين رفعت.

## العمل الوطني
اشترك حسن التهامي مع كمال الدين رفعت عام 1943 في إنشاء تنظيمات خاصة، لمهاجمة أفراد قوات الاحتلال البريطاني في مصر، والاستيلاء على الأسلحة والذخائر من المعسكرات البريطانية، التي كانت منتشرة في ضواحي القاهرة خصوصاً منطقة شارع الهرم. وكان من أبرز الأعمال، التي قام بها كمال الدين رفعت وحسن التهامي، هو تدمير السفارة البرازيلية، في القاهرة صيف عام 1947، وذلك، بسبب أن البرازيل كانت عضواً في مجلس الأمن في ذلك الوقت إبان نظر قضية مصر في المجلس، وكان صوتها دائماً يرجح الجانب المعادي لمصر، على الرغم من إعادة التصويت عدة مرات.
شارك في عمليات الفدائيين، في منطقة قناة السويس عقب إلغاء معاهدة 1936 في أكتوبر 1951، وذلك بمعرفة قيادة تنظيم الضباط الأحرار، وبمعرفة الرئيس جمال عبد الناصر. فكان يقوم مع كمال الدين رفعت بتدريب بعض الشباب من طلبة الجامعات وصغار الموظفين على حرب العصابات، وقد استمرت هذه العمليات حتى حدوث حريق القاهرة. كما اشترك حسن التهامي في محاولة اغتيال اللواء حسين سري عامر قائد سلاح الحدود. وكان التهامي يمثل حلقة الوصل بين مصر وحركة الضباط الأحرار الأردنيين، حيث كان على علاقة صداقة مباشرة مع اللواء علي أبو نوار وقاسم الناصر وسعيد السبع، وكان الهدف من هذا الاتصال تنسيق المواقف بين الجانبين والسعي لإنهاء الوجود البريطاني، وقد حصر هدف هذا التنسيق بتعريب الجيش، وإلغاء المعاهدة البريطانية مع الأردن، وإيجاد معونة عربية إذا أوقفت بريطانيا معونتها للأردن، وليس تصدير الثورة للأردن.

## العمل الرسمي
كان حسن التهامي من المقربين إلى جمال عبد الناصر، منذ قيام ثورة 23 يوليو 1952، لكنه لم يكن راضياً عن التغييرات السياسية والاجتماعية التي نفذّها جمال عبد الناصر[بحاجة لدقة أكثر] ولذلك، تم إبعاده عام 1961 بتعيينه سفيراً لمصر في النمسا، ومندوباً دائماً لدى الوكالة الدولية للطاقة الذرية.
بعد نكسة 1967، طلب التهامي العودة إلى مصر، فاستجاب عبد الناصر إلى رغبته، وعيّنه أميناً عاماً برئاسة الجمهورية بدرجة وزير عام 1969. وفي عام 1970، عُيّن مسؤولاً
اً مالياً وإداريا للاتحاد الاشتراكي العربي. عُيِّن أمينا عاماً للمؤتمر الإسلامي بعد وفاة الرئيس جمال عبد الناصر، في 28 سبتمبر 1970، لعب دوراً كبيراً في تحويل السلطة إلى الرئيس محمد أنور السادات وتصفية خصومه السياسيين، وكان عضواً في المحكمة الخاصة التي قامت بتصفيتهم. وعيّنه الرئيس السادات، بعد ذلك، في نهاية 1970، وزير دولة لشؤون رئاسة الجمهورية. وفي عام 1977، منح درجة نائب لرئيس الوزراء برئاسة الجمهورية. عيّنه الرئيس السادات، خلال حرب أكتوبر، مسؤولاً عن الدفاع عن مدينة السويس، عندما حاولت القوات الإسرائيلية اقتحامها، بعد صدور قرار وقف إطلاق النار، في 22 أكتوبر 1973. وفي الذكرى الرابعة لحرب أكتوبر 1973، أي في أكتوبر 1977، منحه الرئيس أنور السادات رتبة الفريق الشرفية بالقوات المسلحة، تقديراً لدوره في الدفاع عن مدينة السويس.
قام حسن التهامي بدور رئيسي وفعال في الاتصالات السرية التمهيدية مع إسرائيل، لإبرام معاهدة السلام. ورافق حسن التهامي الرئيس السادات في رحلته إلى القدس عام 1977. وشارك حسن التهامي في كافة المفاوضات التي أدت إلى توقيع معاهدة الصلح المصرية الإسرائيلية، ظلَّ حسن التهامي أقرب المقربين للرئيس السادات إلا أنه أدلى في عام 1979 بتصريحات صحفية معادية لليهود وللإسرائيليين نشرت في الكويت وأثارت استياء السادات والحكومة الإسرائيلية.